# Value-added reseller
Una value-added reseller (VAR), del inglés revendedor de valor añadido, es una compañía que añade una o varias características a uno o varios productos ya existentes y después los revende (normalmente a usuarios finales) como un producto integrado o como una solución "llave en mano" completa. Esta práctica es común en la industria de componentes electrónicos, donde por ejemplo, una aplicación software puede ser añadida a un hardware ya existente.
Este valor añadido puede venir de unos servicios profesionales como integración, personalización, consultoría, formación e implementación. El valor también puede añadirse desarrollando una aplicación específica para el producto diseñada para las necesidades del cliente con lo que se revende como un paquete nuevo.
El término también se usa a menudo en la industria de los ordenadores, donde una compañía adquiere componentes de ordenador y construye un sistema de ordenador personal completamente funcional y que normalmente está adaptado para una tarea específica, como por ejemplo edición de vídeo no lineal. Haciendo esto, la compañía ha añadido un valor sobre el coste de los componentes individuales. Los clientes comprarán el sistema al revendedor si no tienen el tiempo o la experiencia necesaria para ensamblar el sistema ellos mismos. 
Los revendedores al mismo tiempo han negociado un precio que les permite hacer un mayor descuento del que un cliente conseguirá directamente. Esto es porque el revendedor se ha capacitado para descuentos escalonados mayores debido a compromisos previos con otros clientes, y la asociación estratégica entre el vendedor y el VAR intrínsecamente proporciona más negocio al vendedor. El VAR también puede asociarse con varios vendedores, ayudando al cliente a decidir qué solución es realmente la mejor para su entorno específico en vez de confiar en un único vendedor que cree que su solución es la mejor cuando puede que en ese caso concreto no lo sea.